# Lijst van burgemeesters van Zuilen
Dit is een lijst van burgemeesters van de voormalige Nederlandse gemeente Zuilen tot die in 1954 opging in de gemeente Utrecht.
| Ambtsperiode | Naam burgemeester                                                  | Partij of stroming | Bijzonderheden                                       |
| ------------ | ------------------------------------------------------------------ | ------------------ | ---------------------------------------------------- |
| 18?? - 1833  | G.H. Stevens                                                       |                    |                                                      |
| 1833 - 1856  | Assuerus Christiaan Hartjens                                       |                    |                                                      |
| 1856 - 1861  | Rudolph Hendrik Johan Veeren                                       |                    |                                                      |
| 1861 - 1888  | Jan Cornelis Plomp                                                 |                    |                                                      |
| 1888 - 1903  | Carel (C.) Plomp                                                   |                    | zoon van voorganger                                  |
| 1904 - 1911  | jhr. Berend Eekhout                                                |                    |                                                      |
| 1911 - 1916  | ir. Frederik Leopold Samuel Frans baron van Tuyll van Serooskerken |                    |                                                      |
| 1916 - 1931  | Frederik Christiaan Constantijn baron van Tuyll van Serooskerken   |                    | zoon van voorganger; eerder burgemeester van Abcoude |
| 1931 - 1935  | Menzo (M.M.) Kwint                                                 |                    | tot 1934 waarnemend; werd burgemeester van Velsen    |
| 1935 - 1944  | Obbe (O.) Norbruis                                                 | ARP                | eerder burgemeester van Schoonebeek                  |
| 1944 - 1945  | Th. A. Dijksman                                                    | NSB                |                                                      |
| 1945         | Jos (J.) Veldman                                                   |                    | waarnemend                                           |
| 1945 - 1954  | Obbe (O.) Norbruis                                                 | ARP                |                                                      |